# Перевикористання

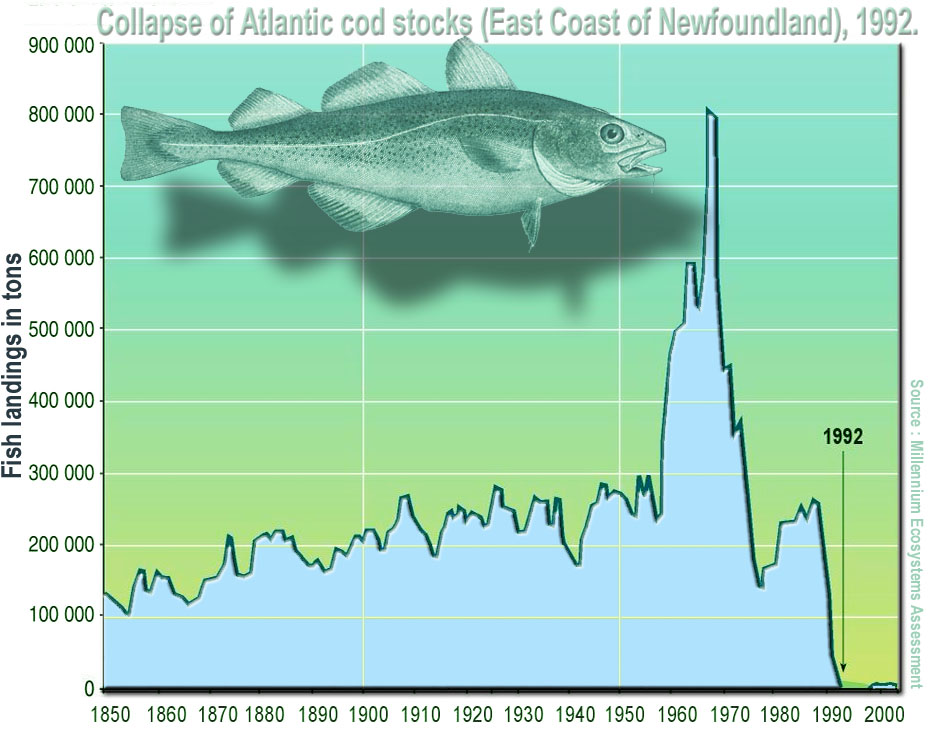
Запаси тріски на узбережжі Ньюфаундленду зазнали надмірного вилову в 1970-х і 1980-х роках, що призвело до їх раптового краху в 1992 році.

Перевикористання, або надмірне використання — це надлишкове використання ресурсів, незважаючи на можливі негативні наслідки. Прикладами надмірного використання є надмірне випасання худоби, надмірний вилов риби або надмірне полювання, а також незворотна ерозія ґрунту, вирубування лісів або зниження ґрунтових вод. Тривання надмірної експлуатації може призвести до знищення природного ресурсу або до вимирання мисливських видів. Евтрофікація та інші види забруднення також тісно пов'язані з надмірною експлуатацією ландшафту. Противагою до надмірного використання виступає здатність системи до самовідновлення, її стійкість. Надмірне використання може бути прямим наслідком місцевого та глобального перенаселення та потреби в продовольчій безпеці, але воно може бути спричинене прагненням до отримання прибутку без нагальних людських потреб.

## Економіка
З точки зору економіки, надмірна експлуатація притаманна для загальнодоступних благ. Це ті суспільні блага, використання яких не можна легально виключити звичайним чином, і у використанні яких існує суперництво між користувачами. Прикладами є об'єкти власності, такі як історичні громадські землі та напр. громадські пасовища чи сінокоси. Звідси говориться про трагедію спільного життя.
Це створює соціальну дилему: кожна людина має стимул збільшувати використання спільних блага, але внаслідок цього надмірне використання знижує продуктивність суспільства в цілому.

## Історія
Надмірне використання природних ресурсів супроводжує людство тисячі років.
Наприклад, надмірне полювання людьми, мабуть, окрім змін клімату, є головною причиною хвилі вимирання четвертинних періодів — зникнення в льодовиковому періоді багатьох великих видів тварин у багатьох частинах світу під час їх першого заселення людьми.
За 5000 років китайської цивілізації третина ріллі була втрачена внаслідок надмірної експлуатації.

## Хижацька експлуатація
Надмірна експлуатація при видобутку корисних копалин також є формою надмірної експлуатації . Тому хижацька експлуатація стала метафорою, яка вказує на її надмірність. Можна почути про «наругу над тілом» або «неповагу до власного здоров'я», якщо тіло піддають навантаженням понад здорову межу і тим самим завдають шкоди здоров'ю (наприклад, ці аргументи дискутуються в трудовому праві як обґрунтування норм робочого часу). Іншим прикладом метафоричного хижацького використання є крилата фраза «хижацька експлуатація природи».